# Лихтентане
Лихтентане (њем. Lichtentanne) општина је у њемачкој савезној држави Саксонија. Једно је од 33 општинска средишта округа Цвикау. Према процјени из 2010. у општини је живјело 6.921 становника. Посједује регионалну шифру (AGS) 14524170.

## Географски и демографски подаци
Лихтентане се налази у савезној држави Саксонија у округу Цвикау. Општина се налази на надморској висини од 329 метара. Површина општине износи 27,3 km². У самом мјесту је, према процјени из 2010. године, живјело 6.921 становника. Просјечна густина становништва износи 253 становника/km².